# Mariano Gainza
Mariano José de Gainza (Buenos Aires, marzo de 1787 - Buenos Aires, abril de 1853) fue un militar argentino que participó en las guerras civiles argentinas de la primera mitad del siglo XIX como oficial de los ejércitos unitarios.

## Biografía
En su juventud fue comerciante, y apoyó la Revolución de Mayo.
Fue uno de los primeros amigos del coronel José de San Martín a su llegada a Buenos Aires, y participó en la revolución de octubre de 1812. Fue nombrado encargado de los arsenales y almacenes militares de la Fortaleza de Buenos Aires, cargo que ocupó hasta 1821. Fue propietario de una estancia cerca de Zárate.
En 1828 apoyó la revolución de Juan Lavalle contra el gobernador Manuel Dorrego y fue incorporado al ejército con el grado de mayor. Combatió en la Batalla de Puente de Márquez y participó en la defensa contra las fuerzas de Juan Manuel de Rosas. Emigró a Montevideo junto a Lavalle, aunque alrededor de 1831 regresó a Buenos Aires, dedicándose a administrar su estancia.
En 1840 apoyó el desembarco de Lavalle en San Pedro y le proporcionó caballos y víveres. Participó del avance hacia Buenos Aires y en el retroceso a Santa Fe. Combatió en las batallas de Quebracho Herrado y Famaillá.
Después de la derrota de Lavalle acompañó al coronel José Manuel Salas y los soldados correntinos en el cruce del Chaco, de regreso a la provincia de Corrientes. El general Paz lo nombró su representante ante el gobierno correntino, y por esa causa no participó en la Batalla de Caaguazú ni en la campaña contra Entre Ríos. Cuando Ferré y Paz se enemistaron por el gobierno de esa provincia partió hacia Paraná, desde donde acompañó a Paz en su desplazamiento hacia el este y su exilio en Montevideo.
En 1843 participó en la defensa contra el Sitio de Montevideo con el grado de teniente coronel, y combatió en varios encuentros cerca de la ciudad. Dos años más tarde siguió al general Paz hacia el sur de Brasil, desde donde su jefe lo envió a Corrientes a negociar las condiciones de su incorporación al ejército correntino del gobernador Joaquín Madariaga. Las condiciones que acordó no gustaron a Paz, ya que no le daban todo el poder que pretendía, de modo que le encargó renegociarlas. Volvió a ser el representante del general ante el gobierno correntino, y tuvo un serio altercado con el coronel Joaquín Baltar, que terminó en un duelo que no tuvo consecuencias.
Emigró al Brasil cuando Paz fracasó en derrocar a Madariaga, y permaneció viviendo cerca del general. Regresó a Buenos Aires poco después de la Batalla de Caseros, y allí falleció en abril de 1853, sus restos descansan en el Cementerio de la Recoleta.
Fue el padre del general Martín de Gainza, ministro de guerra del presidente Sarmiento.